# Тихоокеанський складчастий пояс

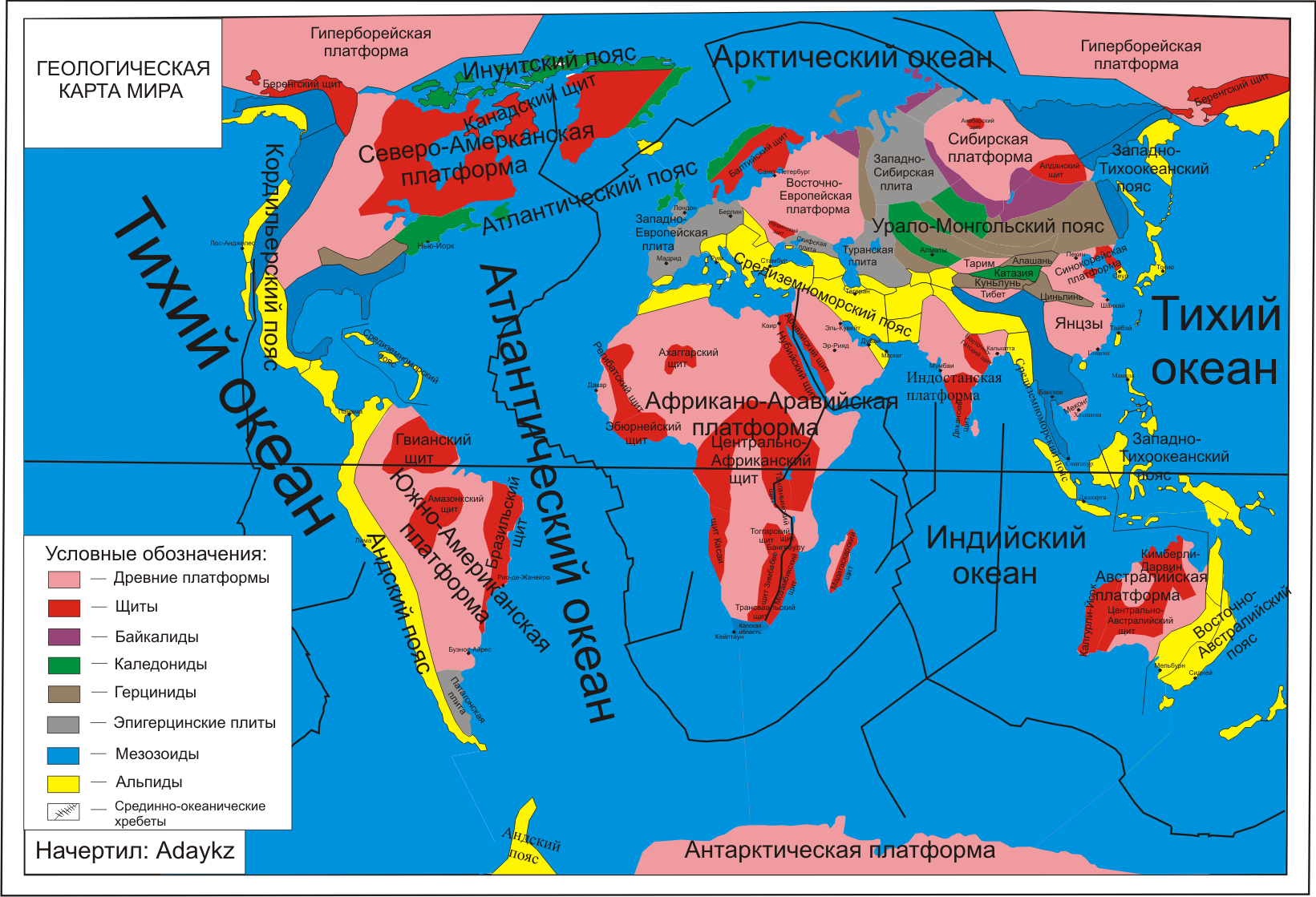
Складчасті пояси на мапі світу

Тихоокеанський пояс — складчастий пояс, котрий обрамляє западину Тихого океану й відділяє її від прадавніх платформ (кратонів): Гіперборейської на півночі, Сибірської, Китайсько-Корейської, Південно-Китайської, Австралійської на заході, Антарктичної на півдні й Північно- та Південно-Американської на сході. Цей пояс нерідко ділиться на два — Західно- і Східно-Тихоокеанський; останній називається ще Кордильєрсько-Андський, у австралійській частині виділяють Східно-Австралійську, антарктичну частину називають Західно-Антарктичною.
Тихоокеанський складчастий (геосинклінальний) пояс — найбільший рухомий пояс земної кори у вигляді майже суцільного кільця глибоководних жолобів, острівних дуг, околичних морів, складчастих систем, навколо центр. частини Тихого ок. Об'єднує складчасті споруди Корякії, Камчатки, Сахаліну, Сіхоте-Аліня, Японських о-вів, Тайваню, Півд.-Сх. Китаю, Філіппін, Нової Гвінеї, Сх. Австралії, Нової Каледонії і Нової Зеландії, Трансантарктичних гір і Антарктичного п-ова, Анд, північноамериканських Кордильєр, включаючи Аляску. Від ложа океану Тихоокеанський геосинклінальний пояс відділяється глибоководними жолобами — Алеутським, Курило-Камчатським, Маріанським, Тонга, Кермадек, Перуанським, Чилійським, Гватемальським і ін. Зовнішньою границею пояса служать звернені до океану краї прадавніх материкових платформ: Сибірської, Китайсько-Корейської, Південно-Китайської, Австралійської, Антарктичної, Південно-Американської й Північно-Американської. Довжина Т.с.п. по зовнішньому кільцю близько 56 000 км, ширина — від перших сотень км до 3-5 тисяч км.
У межах Т.г.п. виділяються дві структурно різні частини: одна з них, тилова, характеризується материковою будовою земної кори й утворена геосинклінальними складчастими спорудженнями пізнього докембрію (Австралія), палеозою (Південно-Східний Китай, Східна Австралія), мезозою (Верхояно-Чукотська область, Сіхоте-Алінь і Кордильєри Північної Америки) і кайнозою (Анди й Антарктида); ін. частина, фронтальна, що безпосередньо облямовує ложі океану, утворена структурними зонами, у яких материкова кора ще не сформувалася: острівні дуги, жолоби глибоководні океанічні, більшість крайових морів, а також великі острови й крайові частини материків, охоплені пізньокайнозойською складчастістю (Сахалін, Тайвань, північні райони Калімантану й Нової Гвінеї, Каліфорнія, південь Аляски й ін.). Чим ближче до ложа океану, тим тектонічні зони молодші; відповідно відбувається нарощування материкових областей.
Тихоокеанський складчастий пояс — пояс максимальної сейсміч. і вулканіч. активності Землі — так зване «вогненне кільце» Землі — кільце молодих вулканів, продукти виверження якого мають в основному андезитовий склад. До Т.г.п. приурочені також потужні прояви сейсмічних процесів, у тому числі землетрусів, епіцентри яких лежать на глибинах до 700 км.
Тихоокеанський складчастий пояс складений г.ч. геосинклінальними комплексами верхнього палеозою, мезозою і кайнозою аж до сучасних відкладів. В межах Т.г.п. відзначається різко підвищена концентрація родовищ корисних копалин у порівнянні із суміжними ділянками земної кори. У материкових частинах Тихоокеанський геосинклінальний пояс поширені родовища руд золота, срібла, олова, вольфраму, поліметалів, а в приокеанічних — міді, заліза, хромітів, нікелю, платини й золота. З вулканічними поясами зв'язані родовища ртуті. До Т.с.п. приурочені великі родовища нафти й газу. Одна їхня група розташовується в межах пояса, на стику із прадавніми платформами (Приверхоянський прогин, прогини Північної й Південної Америки), інша пов'язана із глибокими прогинами, заповненими пізньокайнозойськими відкладами (Сахалін, Каліфорнія, Калімантан і ін.). Великі ресурси нафти й газу сховані під водами крайових морів.
Іноді Тихоокеанський геосинклінальний пояс підрозділяють на дві частини: Східно-Тихоокеанський (Кордильєрський) геосинклінальний пояс і Західно-Тихоокеанський геосинклінальний пояс.